# Le Pont-de-Planches
Pour les articles homonymes, voir Pont (toponyme).
Le Pont-de-Planches est une ancienne commune française, située dans le département de la Haute-Saône en région Bourgogne-Franche-Comté, devenue, le 1er janvier 2016, une commune déléguée de la commune nouvelle de La Romaine.

## Géographie
Le village appelé Planches était construit le long de la route, le pont lui fut rajouté quand il y eut une extension de la construction d’un pont construit sur la Romaine.
|       | Noidans-le-Ferroux       |                         |
| Vezet | Le Pont-de-Planches      | Neuvelle-lès-la-Charité |
|       | Fretigney-et-Velloreille |                         |

## Histoire
On a découvert entre le Pont-de-Planches et Neuvelle, des fondations qui attestent que ce lieu a été habité. Deux bustes en bronze ont été trouvés sous les décombres ; près de là passait la voie romaine de l’Ognon et de la Saône.
Les habitants furent affranchis le 10 septembre 1436 par Jean et Antoine Oiselay, moyennant la cence annuelle de 60 écus d’or (soit 90 frs ancienne moyenne monnaie de Bourgogne en 1664).
En 1569, incendie complet du village par des soldats du duc des Deux-Ponts.
Au cœur du village, une église construite en 1901 par un don de madame la comtesse de Saint-Faron née Lefort de Letondor, en mémoire de son époux.
Deux lavoirs sont encore visibles dans le village, l’un sur la route de Vezet l’autre sur la route de Neuvelle.
Au centre du village une belle fontaine ronde avec sa colonne centrale cannelée  entièrement en fonte et sortie des fonderies de la Romaine en 1861.
La Romaine : en 1310, les moines de l'abbaye de la Charité établirent un fourneau sur la Romaine, qui lui a donné son nom. En 1327, Guillaume d’Arguel leur donna l’autorisation d’extraire le minerai de fer dans le bois de Bellevaivre ; la forge aurait été fondée en 1333. Elle disparaît en 1760.
Le fourneau produisait 400 tonnes de fonte en 1788 et s’éteint définitivement qu’en 1872.
Deux cubilots de seconde fusion qui lui avait été adjoint dès 1830 lui survécurent et furent abandonnés seulement en 1936. Il subsiste quelques bâtiments.
La Romaine serait le premier établissement métallurgique de la Haute-Saône.
Les communes de Greucourt, Le Pont-de-Planches et Vezet se sont regroupées pour former le 15 décembre 2015 la commune nouvelle de La Romaine (Haute-Saône).

## Politique et administration

### Rattachements administratifs et électoraux
La commune faisait partie de l'arrondissement de Vesoul du département de la Haute-Saône, en région Bourgogne-Franche-Comté. Pour l'élection des députés, elle dépend de la première circonscription de la Haute-Saône.
Elle faisait partie depuis 1793 du Canton de Fresne-Saint-Mamès. Dans le cadre du redécoupage cantonal de 2014 en France, la commune était rattachée depuis 2015 au canton de Scey-sur-Saône-et-Saint-Albin.

### Intercommunalité
La commune était membre depuis 2008 de la Communauté de communes des Combes, créée le 31 décembre 1994. La Romaine en est désormais membre.

### Liste des maires
| Période   | Période       | Identité            | Étiquette | Qualité                                        |
| --------- | ------------- | ------------------- | --------- | ---------------------------------------------- |
| 1936      | 1938          | Joseph de Boutement |           | mort en fonctions dans un accident de voiture. |
| 1938      | 1945          | Paul Moine          |           |                                                |
| 1945      | 1977          | Henry Mourlon       |           |                                                |
| 1977      | mars 1995     | Roland Tribillon    |           |                                                |
| mars 1995 | décembre 2015 | Roger Relange       |           | Maire de La Romaine (2015 → )                  |

| Période          | Période                 | Identité       | Étiquette | Qualité                             |
| ---------------- | ----------------------- | -------------- | --------- | ----------------------------------- |
| 16 décembre 2015 | En cours (au 26/4/2016) | Olivier Girard |           | Premier maire adjoint (2014 → 2015) |

### Jumelages
Le Pont-de-Planches est jumelée avec Cassiglio, Italie, depuis 1992.

## Démographie
L'évolution du nombre d'habitants est connue à travers les recensements de la population effectués dans la commune depuis 1793. À partir du 1er janvier 2009, les populations légales des communes sont publiées annuellement dans le cadre d'un recensement qui repose désormais sur une collecte d'information annuelle, concernant successivement tous les territoires communaux au cours d'une période de cinq ans. 
Pour les communes de moins de 10 000 habitants, une enquête de recensement portant sur toute la population est réalisée tous les cinq ans, les populations légales des années intermédiaires étant quant à elles estimées par interpolation ou extrapolation. Pour la commune, le premier recensement exhaustif entrant dans le cadre du nouveau dispositif a été réalisé en 2006,.
En 2013, la commune comptait 202 habitants, en évolution de −10,22 % par rapport à 2008 (Haute-Saône : −0,35 %, France hors Mayotte : +2,49 %).
| 1793 | 1800 | 1806 | 1821 | 1831 | 1836 | 1841 | 1846 | 1851 |
| ---- | ---- | ---- | ---- | ---- | ---- | ---- | ---- | ---- |
| 280  | 379  | 406  | 332  | 490  | 457  | 443  | 488  | 471  |

| 1856 | 1861 | 1866 | 1872 | 1876 | 1881 | 1886 | 1891 | 1896 |
| ---- | ---- | ---- | ---- | ---- | ---- | ---- | ---- | ---- |
| 415  | 450  | 446  | 410  | 409  | 453  | 536  | 498  | 482  |

| 1901 | 1906 | 1911 | 1921 | 1926 | 1931 | 1936 | 1946 | 1954 |
| ---- | ---- | ---- | ---- | ---- | ---- | ---- | ---- | ---- |
| 404  | 426  | 430  | 350  | 343  | 341  | 297  | 182  | 175  |

| 1962 | 1968 | 1975 | 1982 | 1990 | 1999 | 2006 | 2011 | 2013 |
| ---- | ---- | ---- | ---- | ---- | ---- | ---- | ---- | ---- |
| 185  | 153  | 135  | 145  | 132  | 169  | 219  | 209  | 202  |

## Culture locale et patrimoine

### Lieux et monuments

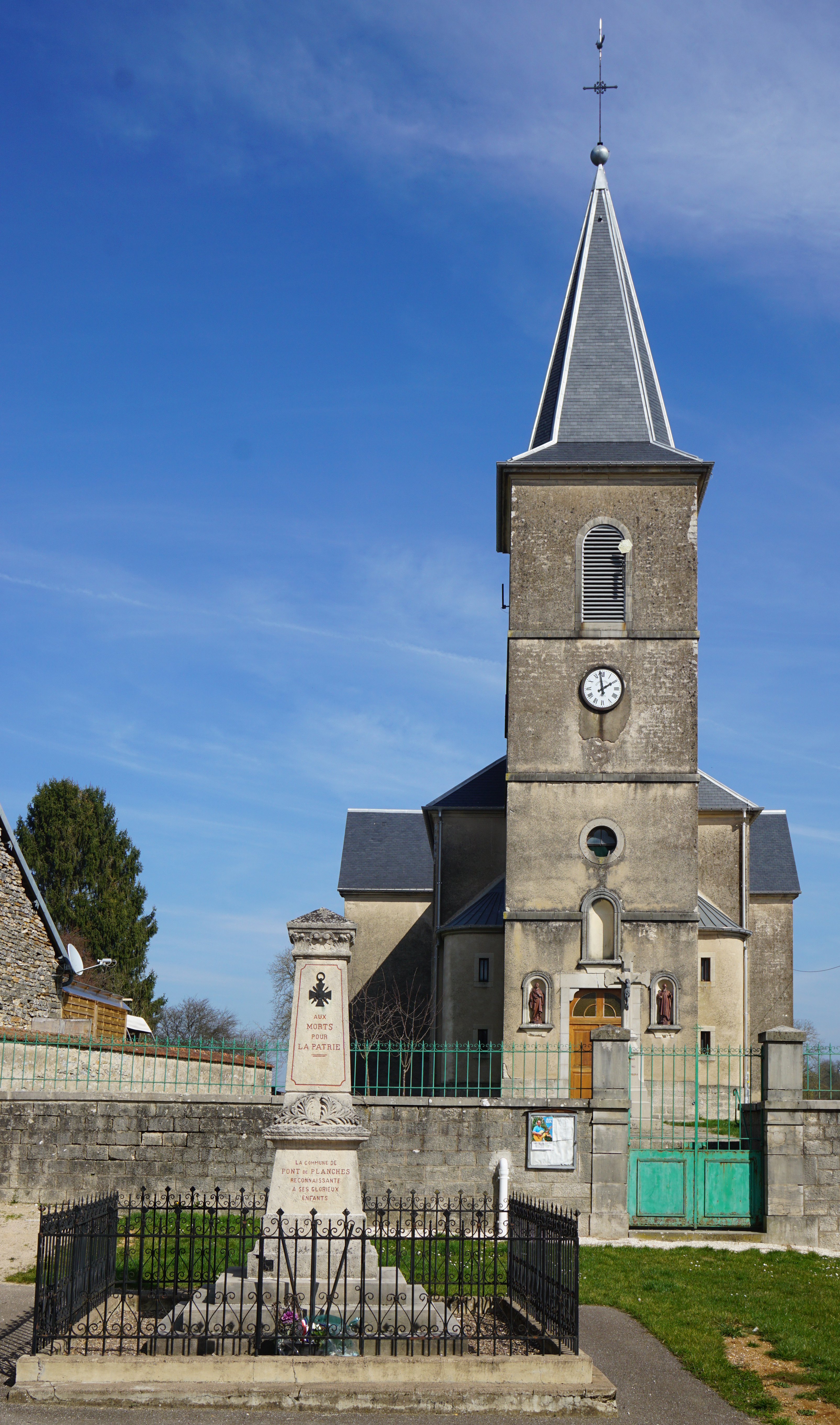
L'église et le monument aux morts.

- L'église.
- Le monument aux morts.

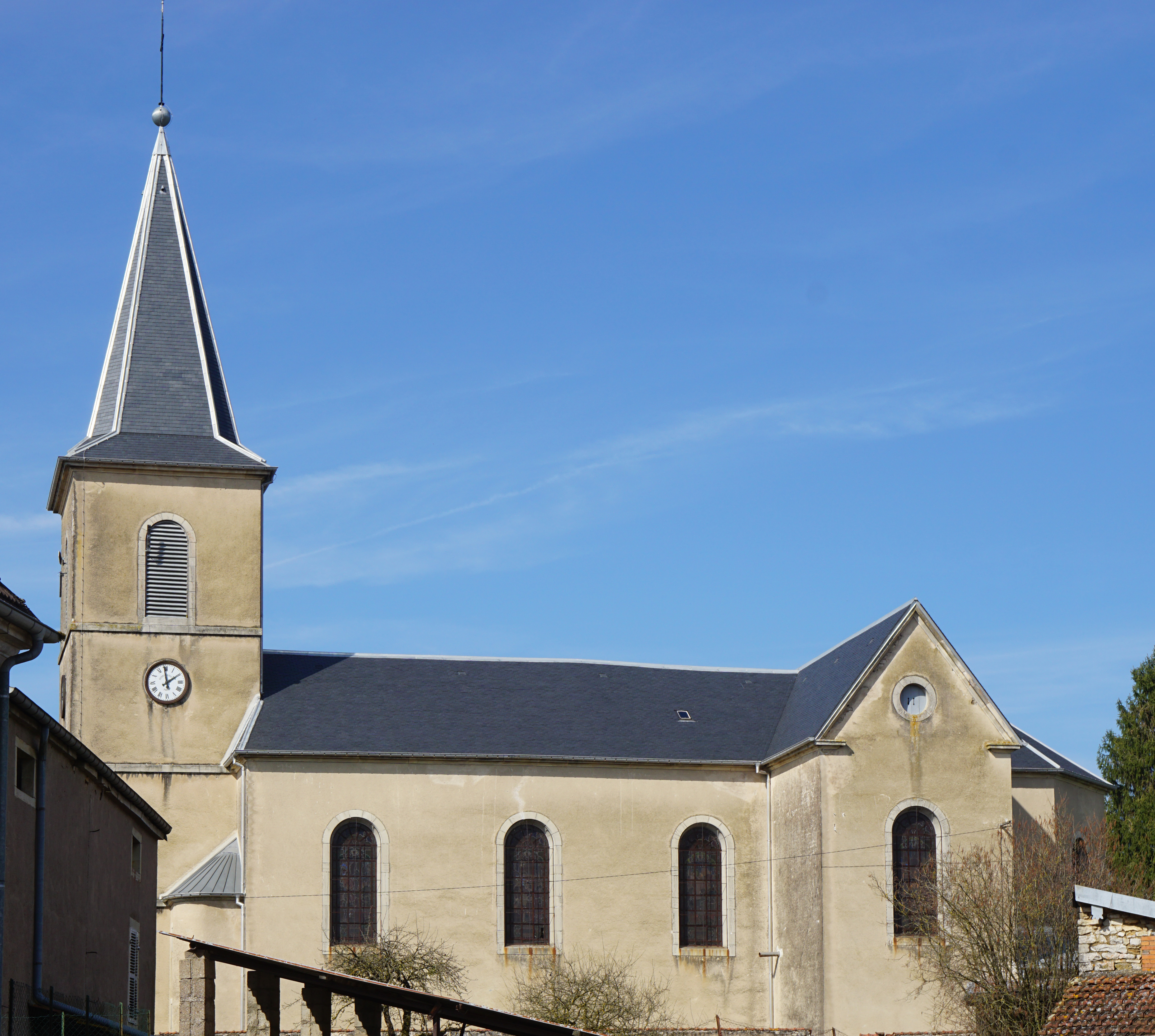
L'église.
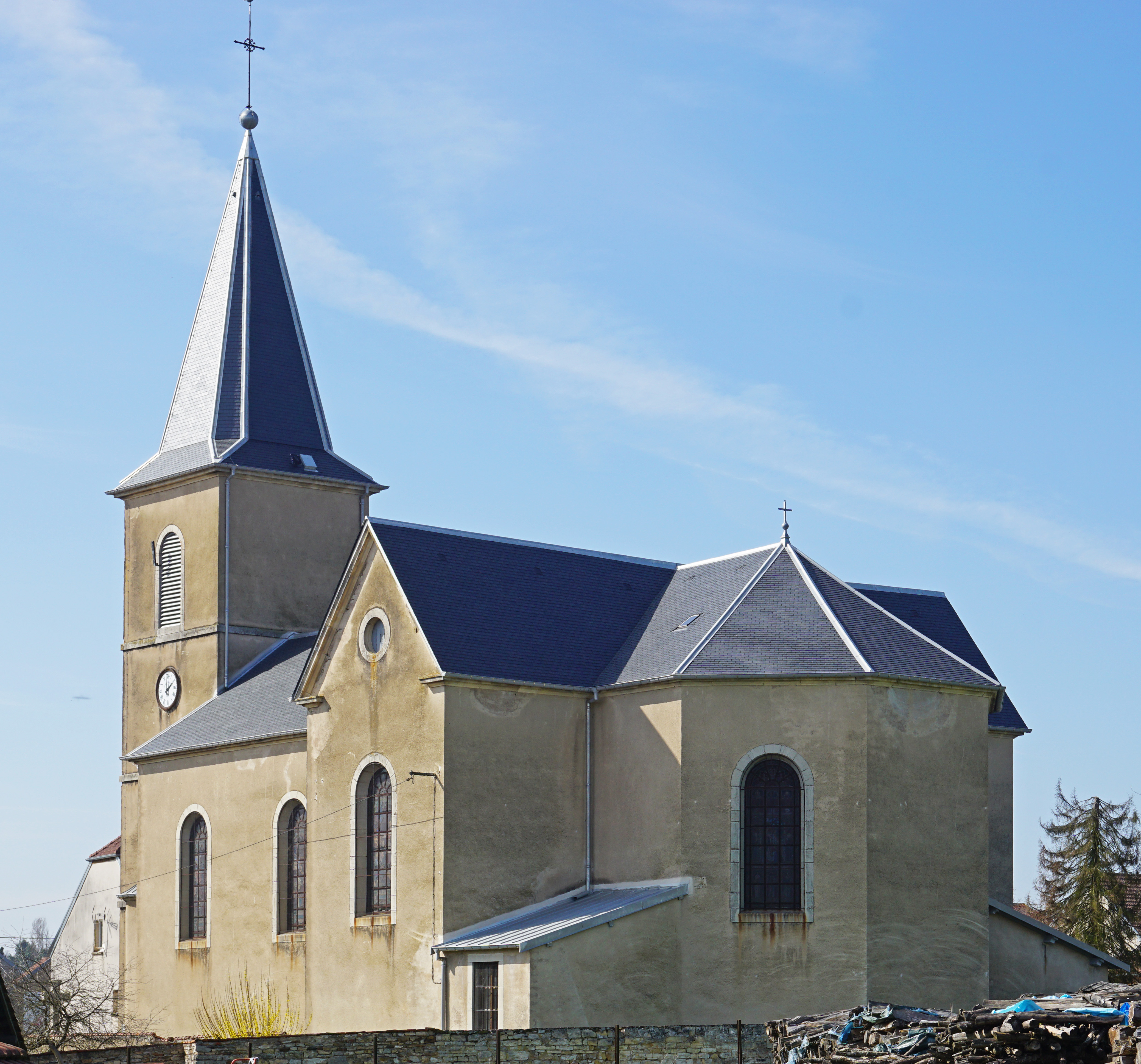
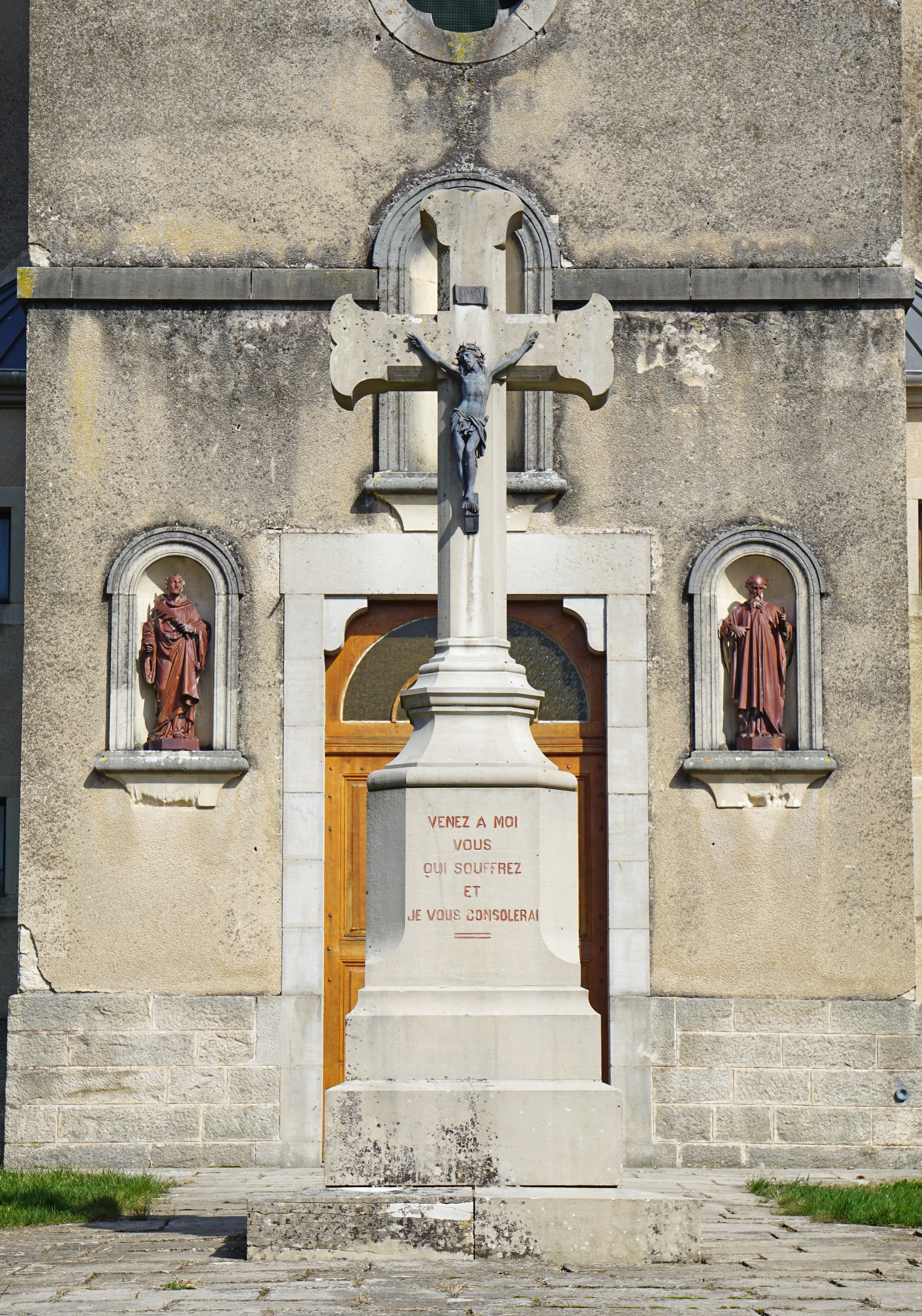
Croix.
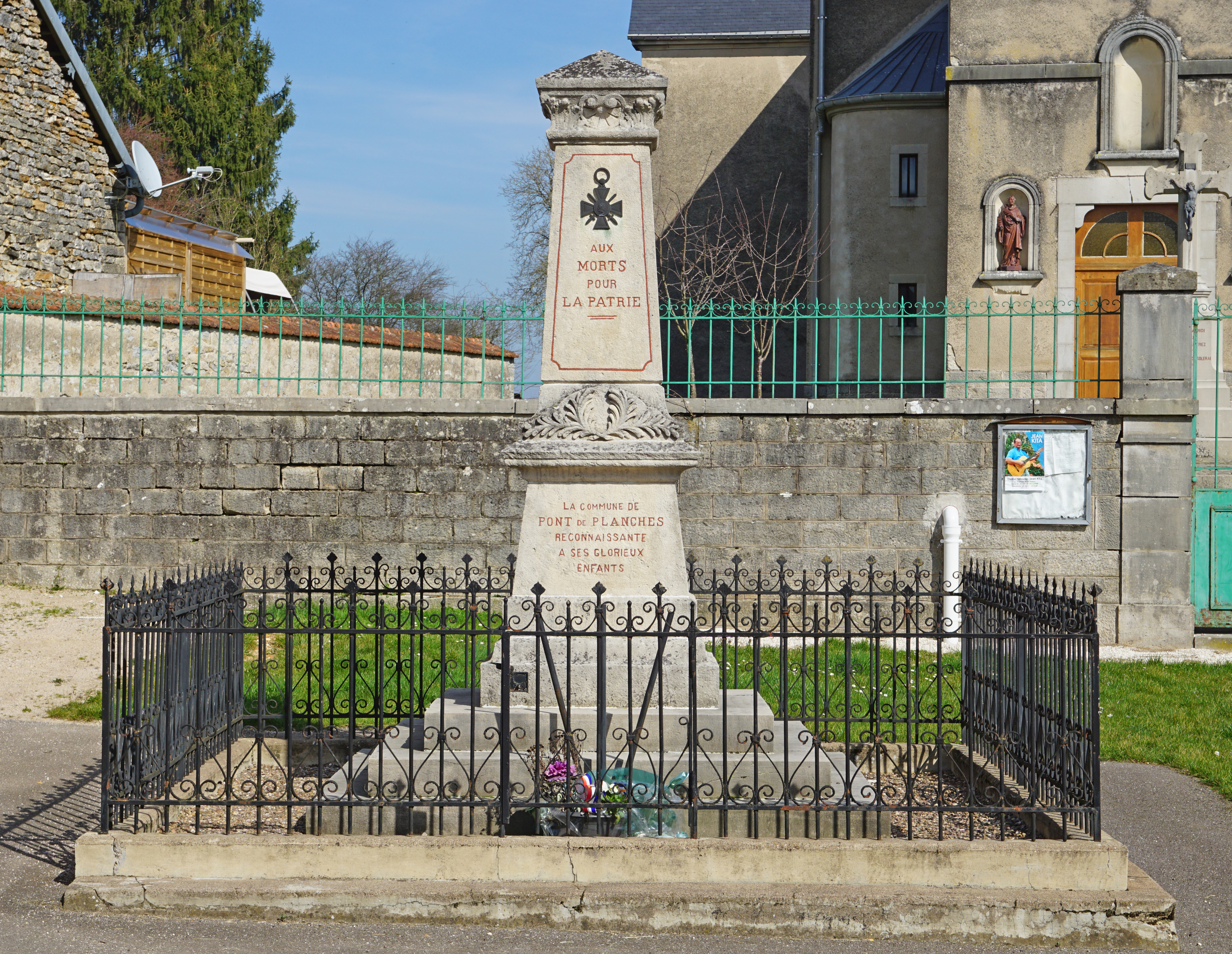
Le monument aux morts.
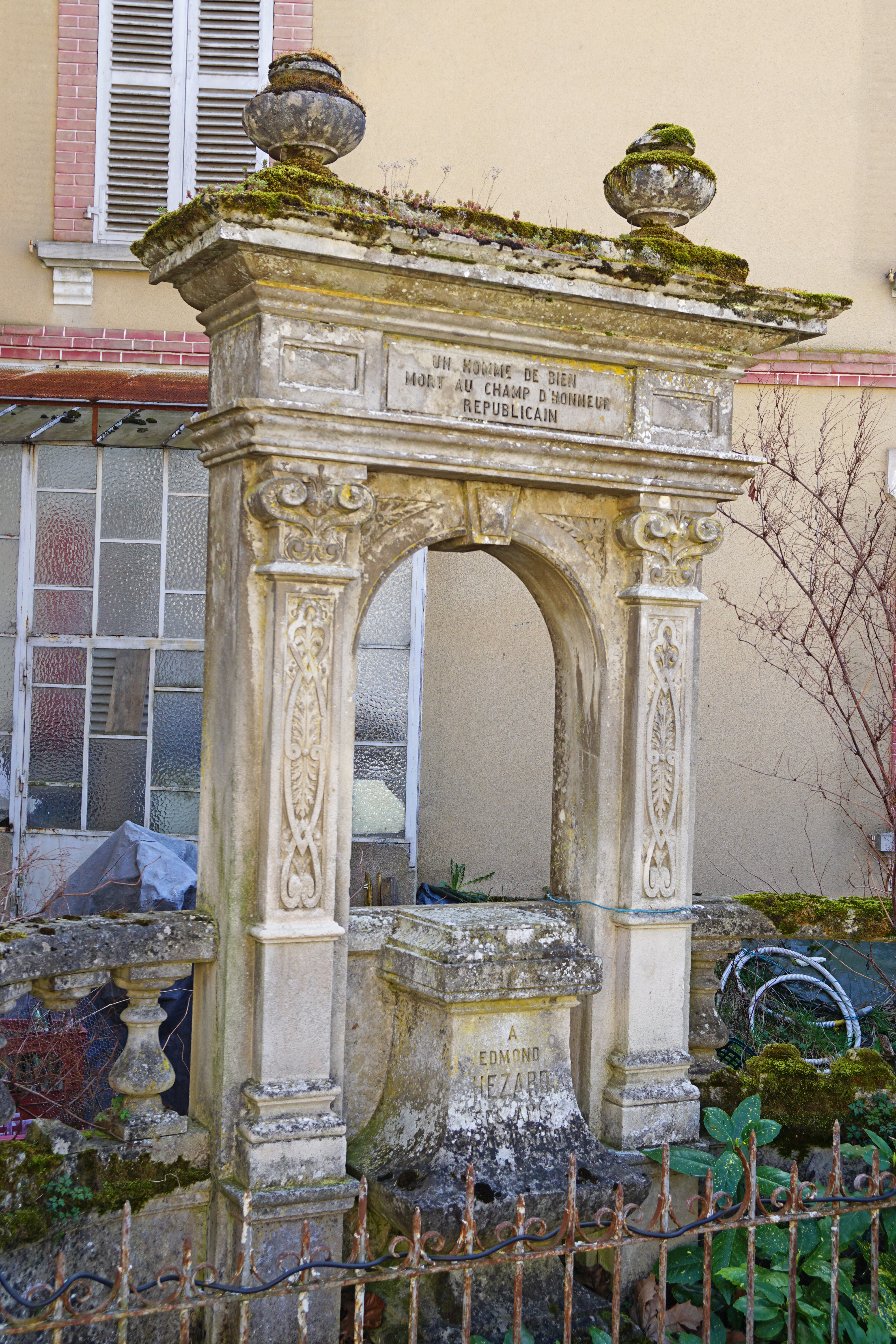
Monument d'Edmond Hezard.
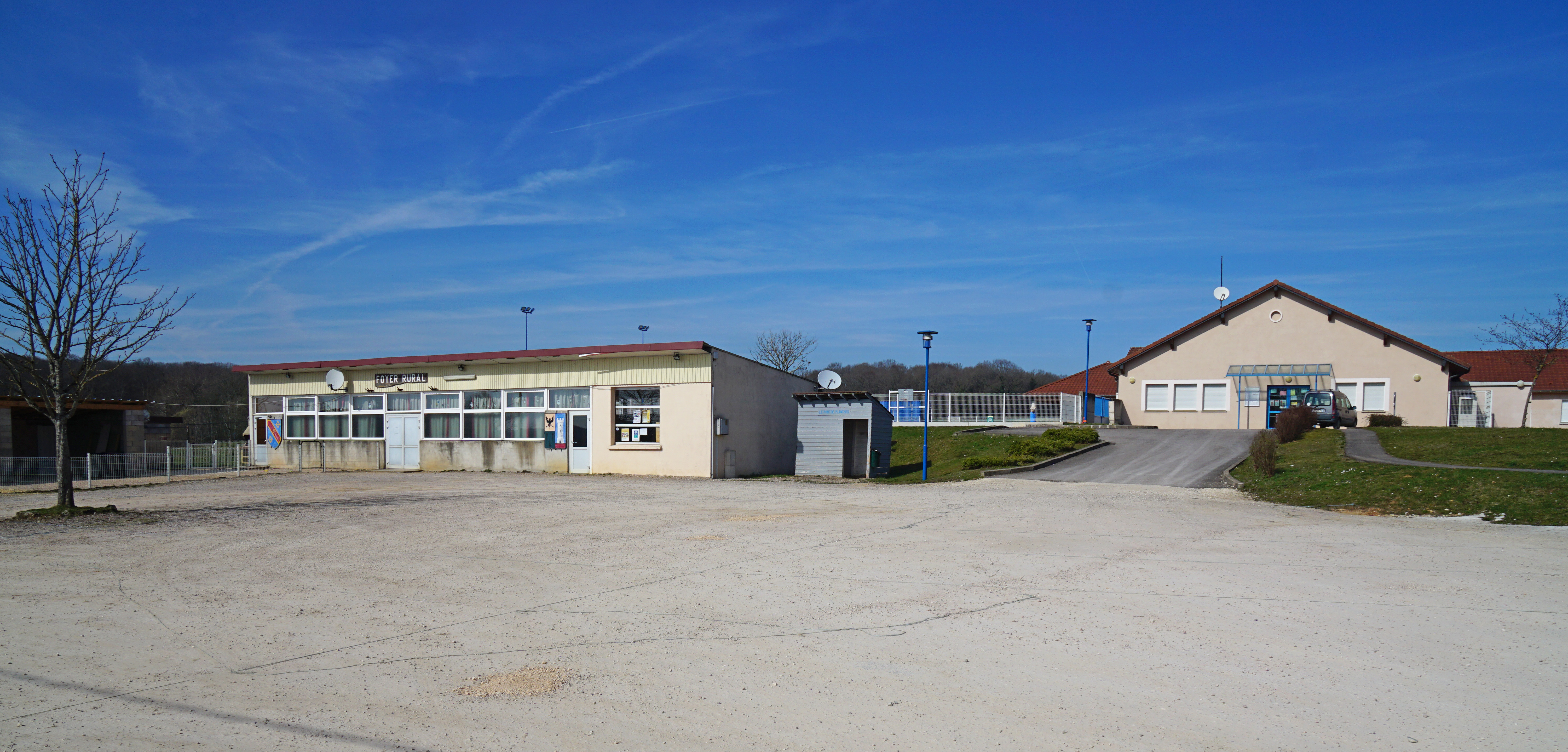
Le stade, la salle des fêtes et le foyer rural.

- Une belle fontaine en bronze au centre du village.
- Un lavoir en bon état sur la route menant à Neuvelle.
- Un abreuvoir en fonte à la sortie du village sur la route de Neuvelle.
- Un autre lavoir moins bien conservé sur la route de Vezet.

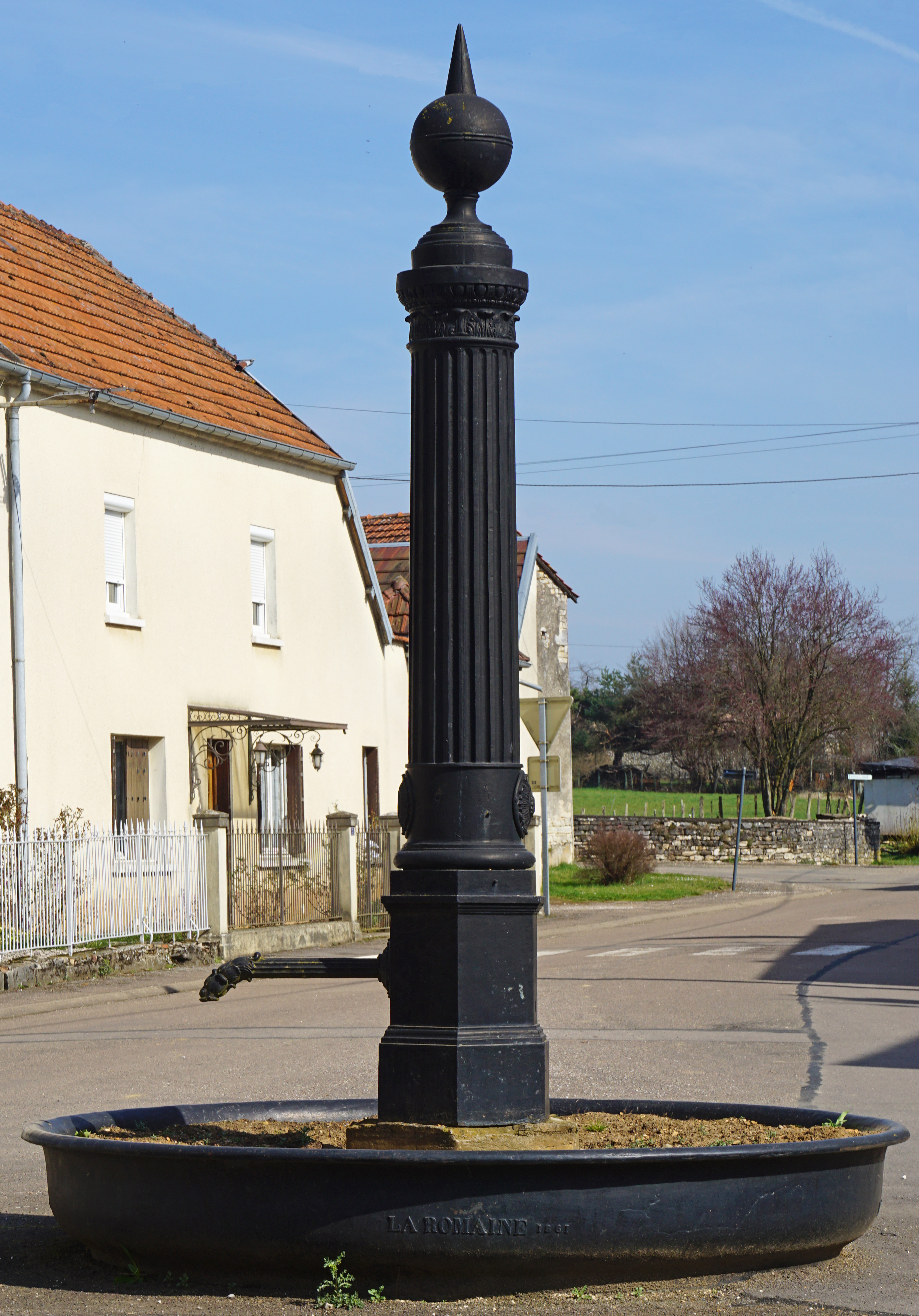
Fontaine.
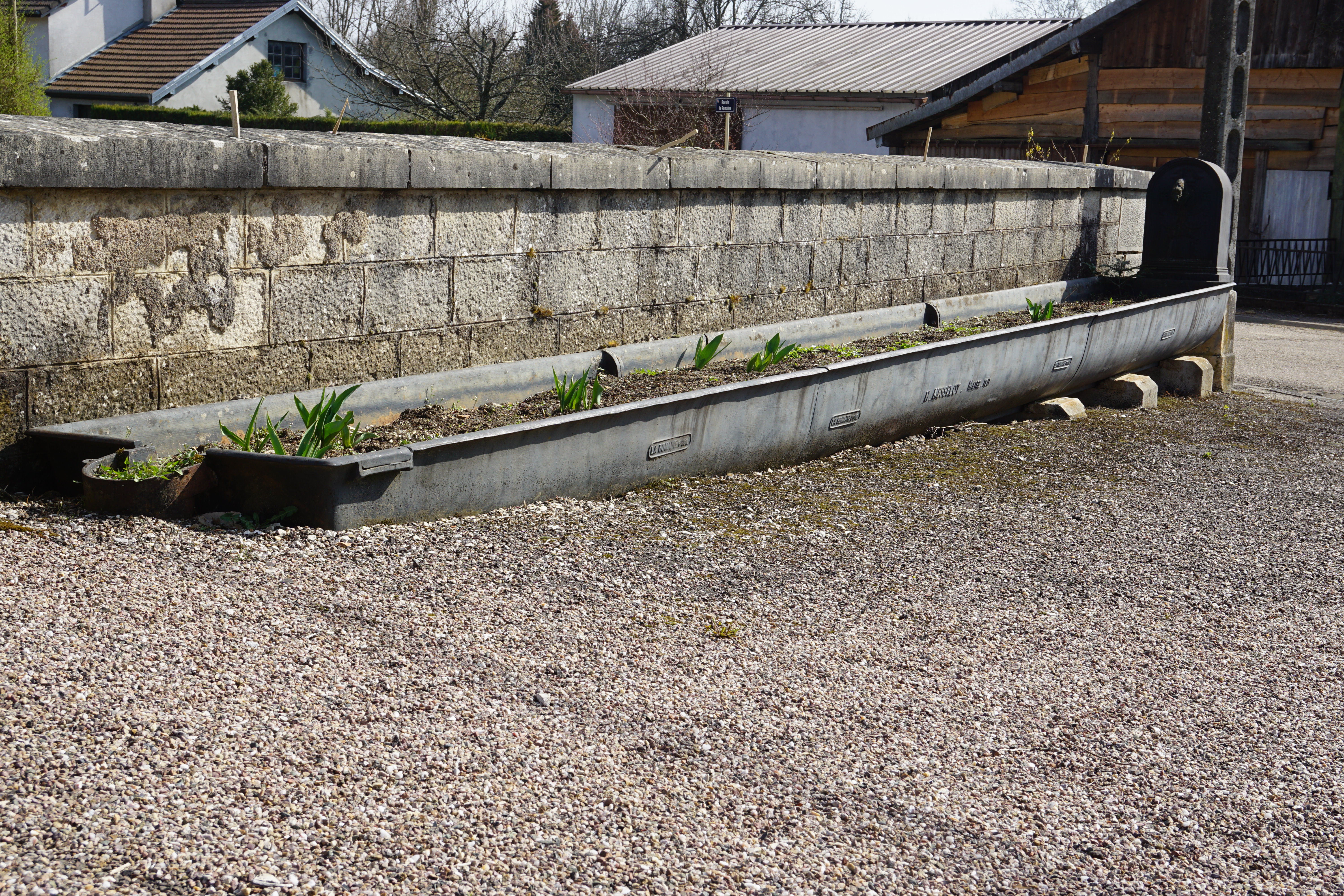
Abreuvoir.
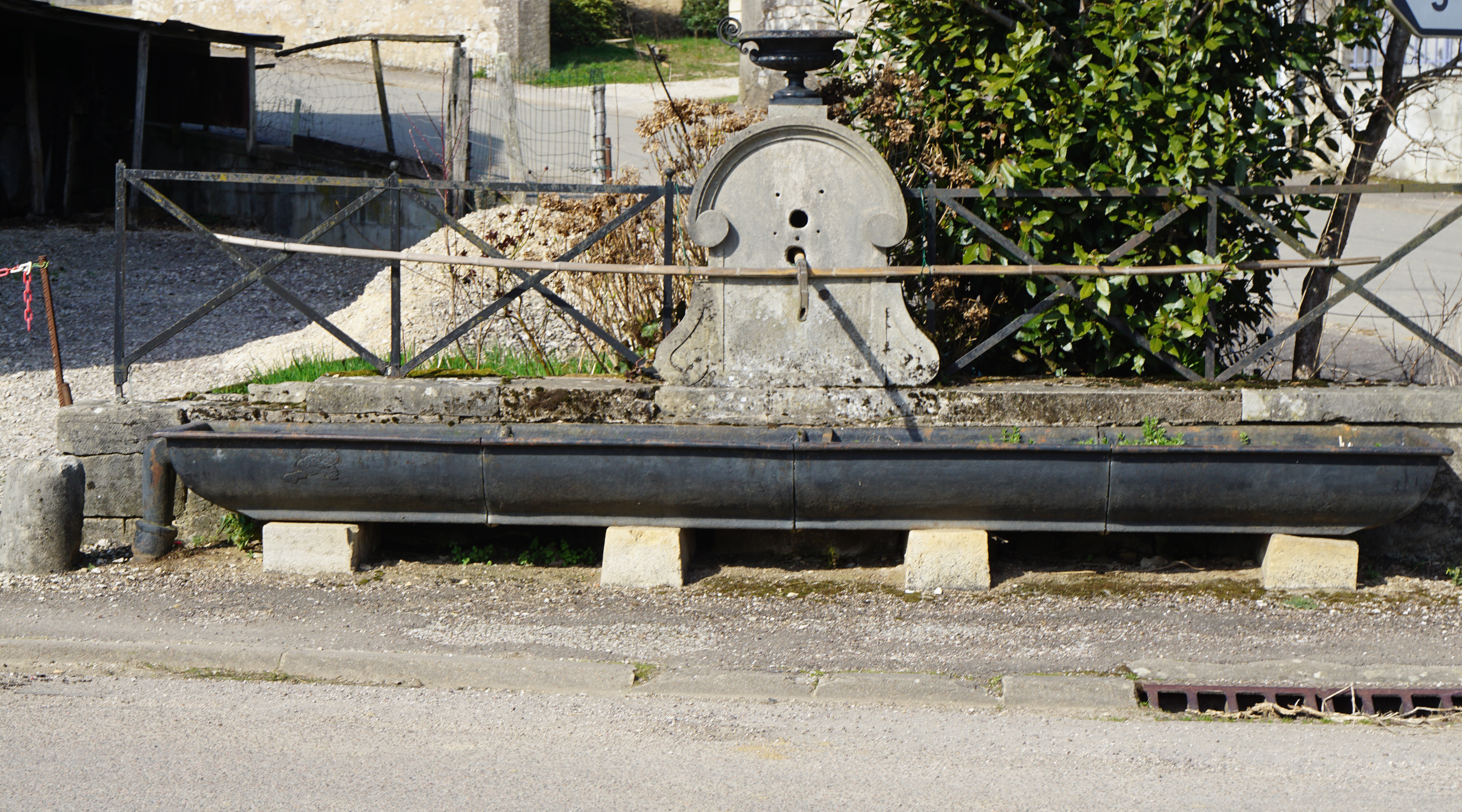
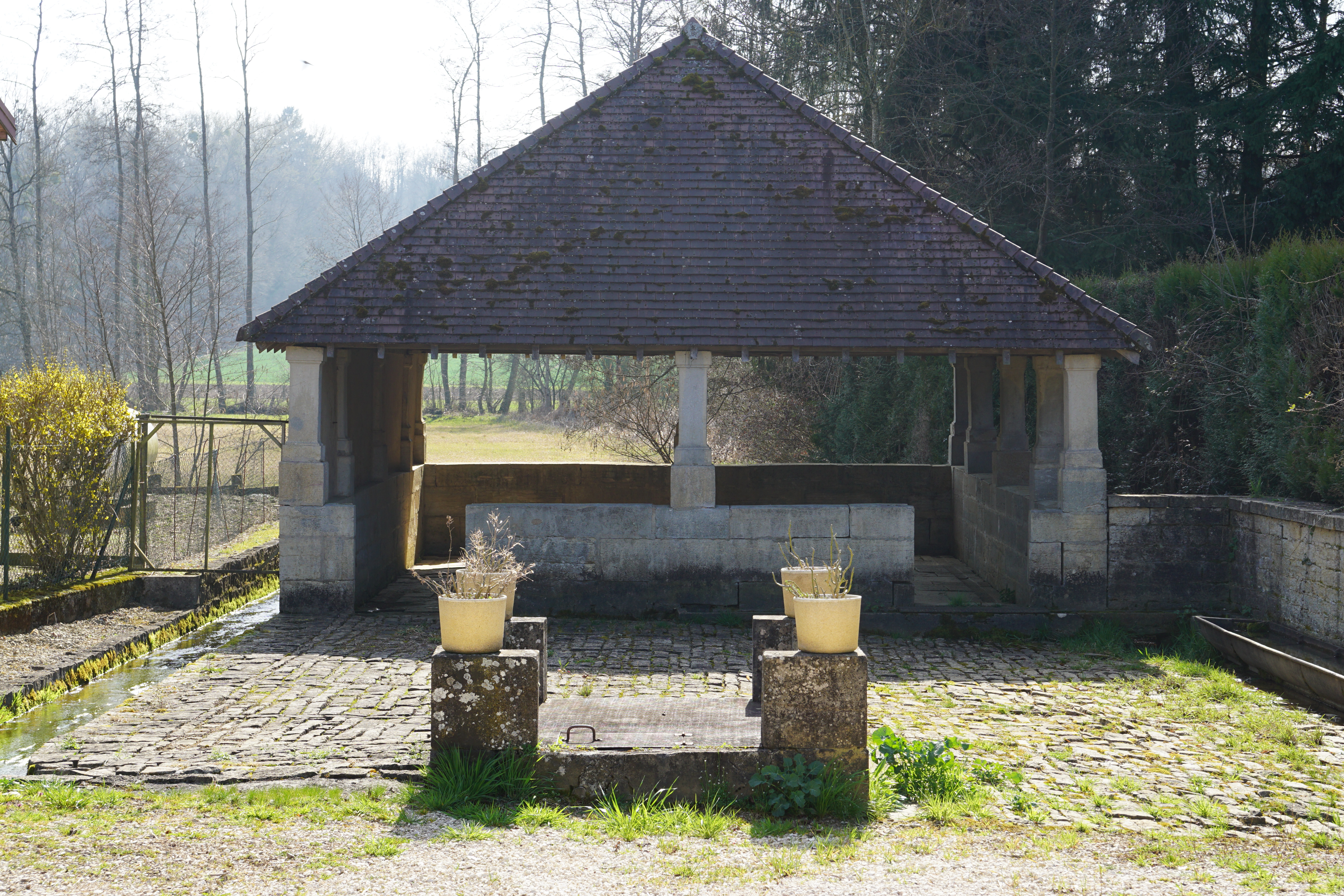
Lavoir.
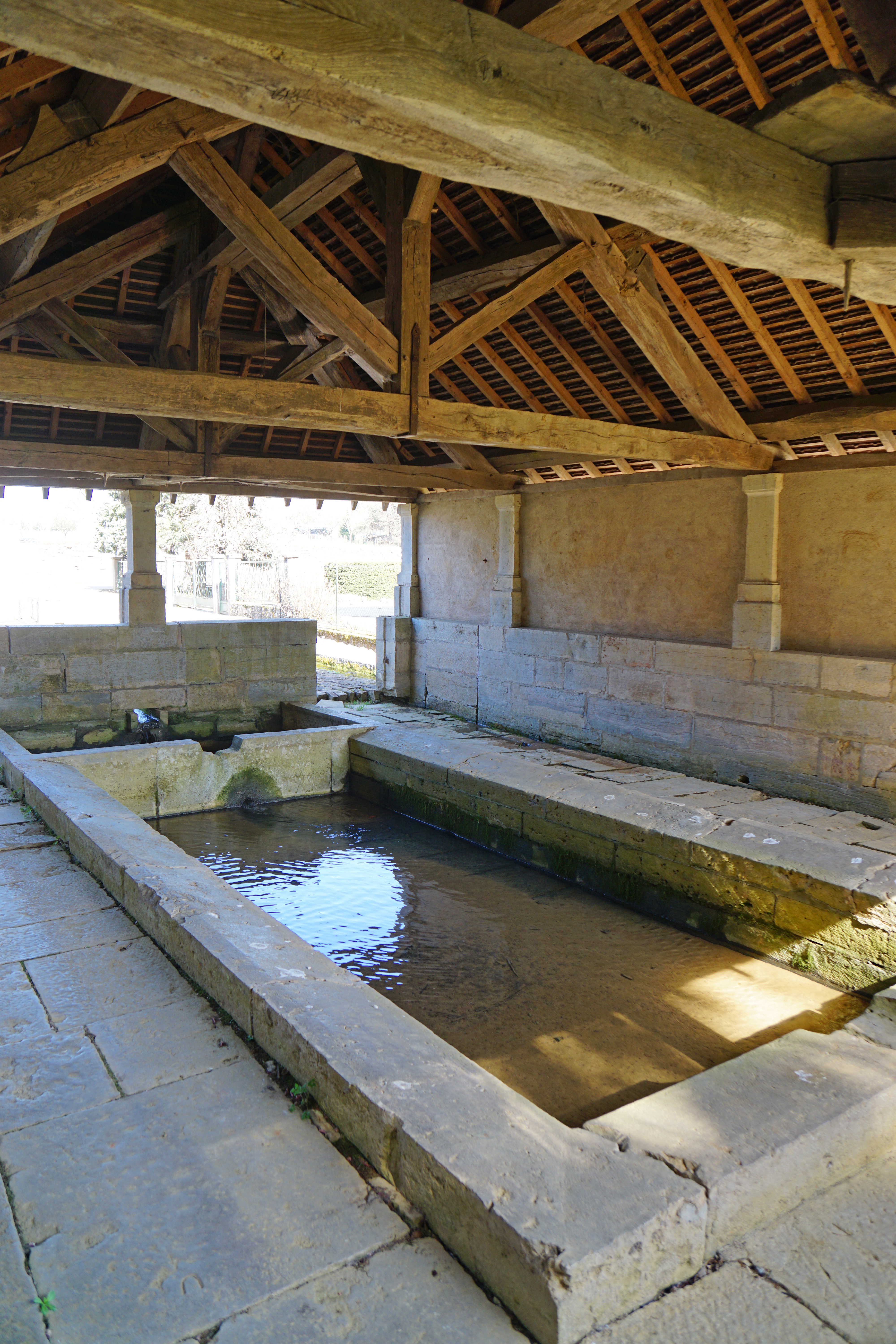

### Héraldique
| Blason de Le Pont-de-Planches | Blason  | D'azur à la bande d'or remplie de gueules, chargée d'une agrafe d'or et accompagnée de deux fermaux du même. |
| Blason de Le Pont-de-Planches | Détails | Le statut officiel du blason reste à déterminer.                                                             |